# Schlacht von Doryläum (1097)
Nicäa – Doryläum – Antiochia – Jerusalem – Askalon
Die Schlacht von Doryläum fand am 1. Juli 1097 zwischen dem Heer des Ersten Kreuzzugs und den Rum-Seldschuken in der Nähe von Dorylaion in Anatolien statt.

## Hintergrund
Das Kreuzzugsheer hatte im Mai und Juni 1097 die Stadt Nicäa belagert, die sich schließlich den Byzantinern ergab. Letztere hatten die Übergabe nicht mit den Kreuzfahrern abgestimmt, so dass die Kreuzfahrer ihnen nun misstrauisch gegenüberstanden.
Am 26. Juni verließen die Kreuzfahrer ihr Lager vor Nicäa. Um die Verpflegung der Truppen zu erleichtern, teilten sie sich (nach zeitgenössischen Quellen zwei Tage vor der Schlacht) in zwei Gruppen auf: Bohemund von Tarent, sein Neffe Tankred, Robert Curthose, Robert von Flandern und der byzantinische General Tatikios bildeten eine Vorausabteilung, Gottfried von Bouillon, sein Bruder Balduin von Boulogne, Raimund IV. von Toulouse, Stephan von Blois und Hugo von Vermandois folgten mit einigem Abstand.
Am 29. Juni erfuhren sie, dass sich ein muslimisches Heer in der Nähe befand, nachdem sie immer wieder türkische Späher bemerkt hatten, die den Marsch der Kreuzfahrer observierten. Der rum-seldschukische Sultan Kılıç Arslans I. hatte seine Hauptarmee herangeführt und hatte Verstärkungstruppen unter seinem Verbündeten Hassan von Kappadokien sowie Hilfstruppen der Danischmenden, Perser und kaukasischen Albaner erhalten.
Am Abend des 30. Juni rastete die Vorausabteilung unter Bohemund am Nordufer des Flusses Thymbres nahe der Ruinen von Dorylaion.

## Die Schlacht
Am Morgen des 1. Juli wurden Bohemunds Einheiten in ihrem Feldlager außerhalb Dorylaions von Kılıç Arslan überrascht und umzingelt. Bohemund ließ seine gepanzerten Reiter absitzen und sammelte sie und die Fußsoldaten um die nicht Kämpfenden im Zentrum seines Lagers. Die Frauen wurden während der ganzen Schlacht als Wasserträgerinnen eingesetzt. Die Muslime attackierten in ihrer üblichen Art: Angreifen, Pfeile abschießen, schneller Rückzug, bevor die Kreuzfahrer sie zum Nahkampf zu fassen bekämen. Die Bogenschützen bewirkten wenig bei den schwer gepanzerten Rittern, richteten aber großen Schaden unter den Pferden und den ungeschützten Fußsoldaten an.
Um die Mittagszeit erreichten nach und nach die Abteilungen Gottfrieds, Raimunds und Hugos das Schlachtfeld, nachdem sie eine Botschaft von Bohemund erhalten hatten. Diese Entsatztruppe brach durch die feindlichen Reihen und erreichte, dass die christlichen Ritter sich in einer einzigen Reihe den Muslimen entgegenstellen konnten. Bohemund, Tankred, Robert Curthose und Stephan bildeten den linken Flügel, Raimund und Robert von Flandern das Zentrum, Gottfried und Hugo den rechten Flügel. Sie sammelten sich zu einer wuchtigen Kavallerieattacke und riefen: Hodie omnes divites si Deo placet effecti eritis („Heute, wenn es Gott gefällt, werdet ihr alle reich sein“). Als Adhemar de Monteil, der Bischof von Le Puy-en-Velay, mit seiner Abteilung dazukam und die Bogenschützen auf der linken Seite überflügelte, war die Schlacht entschieden. Adhemar eroberte das muslimische Feldlager, das von den panisch flüchtenden Truppen verlassen worden war; Kılıç Arslan hatte sie nicht vom Rückzug abhalten können.

## Wirkung
Die Kreuzfahrer wurden tatsächlich reich, als sie Kılıç Arslans Schatz eroberten, jedenfalls für kurze Zeit. Die muslimischen Truppen flohen, und Arslan wandte sich anderen Aufgaben im östlichen Teil seines Reiches zu, erlaubte den Kreuzfahrern, praktisch unbehelligt durch Anatolien nach Antiochia zu ziehen. Der Marsch dauerte in der Sommerhitze fast drei Monate, im Oktober begann die Belagerung Antiochias.